# Spiraserpula discifera
Spiraserpula discifera är en ringmaskart som beskrevs av Pillai och Ten Hove 1994. Spiraserpula discifera ingår i släktet Spiraserpula och familjen Serpulidae. Inga underarter finns listade i Catalogue of Life.